# Capăta
Capăta – wieś w Rumunii, w okręgu Bacău, w gminie Gura Văii. W 2011 roku liczyła 326 mieszkańców.